# Джудуни
Джудуни (англ. Judoon) — вигадана позаземна раса найманих поліцейських з довготривалого британського науково-фантастичного телесеріалу «Доктор Хто» та його спін-офів, зокрема серіалу «Пригоди Сари Джейн», романів, аудіоп'єс та коміксів. Персонажі дебютували в епізоді 2007 року «Сміт і Джонс».

## Характеристика
Джудуни відіграють роль галактичної поліції, що є жорстокою внаслідок точного застосування законів. Застосовують свою логіку у тактиці бою, проте не дуже кмітливі. Так Доктор стверджує, що, хоча їхня поведінка (на поверхні) схожа на дії військової поліції, насправді вони є чимось на кшталт міжпланетних найманих злодіїв. Вони не мають юрисдикції на Землі і не мають повноважень щодо боротьби зі злочинністю людства (під час полювання на прибульця, що заховався у земній лікарні, вони перенесли будівлю на Місяць). Ці істоти використовують зброю, здатну спалювати людей вщент.
З точки зору біології джудуни — це двоногі прямо ходячі гуманоїди з головами, що нагадують носорогів. На кожній руці мають по чотири пальці. Вони носять чорну масивну броню з важкими черевиками. За словами Доктора джудуни володіють великим об'ємом легень, який дозволяє їм виживати протягом тривалого періоду в умовах обмеженого кисню. Їхня кров жовтого кольору. Особи жіночої статі мають волосся на голові, наприклад Пол-Кон-Дон з «Втікача джудунів» мала ірокез.
Джудунська мова складається з односкладних слів, що закінчуються на голосну «о», або, іноді, «а».

## Вигадана історія
У епізоді «Сміт і Джонс» (2007) третього сезону «Доктора Хто» Десятий Доктор (роль виконує Девід Теннант), який раніше не зустрічав в рамках серіалу джудунів, неодноразово демонструє значні знання про них і їхні методи. Джудуни використовувують H2O-черпак, щоб перемістити лондонську лікарню, в якій знаходилися Доктор та Марта Джонс (грає Фріма Аджимен) на Місяць, де вони змогли б затримати прибульця-злочинця виду плазмаворів, який замаскувався під Флоренс Фіннеган (грає Енн Рід). Джудуни прибули на Місяць, намагаючись віднайти Фіннеган за допомогою своїх біологічних сканерів, але спочатку їм це не вдається, тому що Фіннеган поглинула і підробила людську кров. Однак, її все-таки знайшли, коли та поглинула кров Доктора (тобто явно іншопланетну). Наймана поліція стратила її за вбивство іншопланетної принцеси, а потім перемістила лікарню назад на Землю.
У Помсті слівінів (2007) — двосерійній історії спін-оф-серіалу «Пригоди Сари Джейн» один зі слівінів згадує, що на нього полює міжпланетна поліція, звичайно маючи на увазі джудунів.
Роман «Помста джудунів» демонструє джудунів, що оточили замок Балморал. Після того, як вони виконали замовлення на шахрайську місію, Доктор уклав з ними угоду, що передбачала втрату юрисдикції джудунів на Землі. Ці події були підтверджені у програмі «Монстр-файли» від BBC як канон телесеріалу. Джудуни також згадуються у коміксі Великий Морділло як частині Doctor Who Adventures.
Вони з'являються в епізоді четвертого сезону «Вкрадена Земля» (2008) як охоронці Прокламації Тіней. TARDIS не переводить їхню мову, тому Доктор відповідає їм на джудунській. Вони починають говорити англійською, лише після того як Доктор представився.
У двосерійній історії В'язень джудунів третього сезону спін-оф-серіалу «Пригоди Сари Джейн» (2009) джудун Капітан Тібо терпить катастрофу на Землі від рук його в'язня, прибульця Андровакса Знищувача. Сара Джейн Сміт (грає Елізабет Слейден) та її супутники знаходять Тібо непритомним, а пізніше і Андровакса, що здатен керувати свідомостями людей. Він використовує цю силу на Сарі Джейн. Капітан Тібо командує автомобілем Міської поліції Лондона та вирушає на Баннерман-роуд, де дізнається, що підкріплення від джудунів уже в дорозі. Коли Тібо і його команда входять додому до Сари, то виявляють, що вона наказала своєму суперкомп'ютеру на ім'я Містер Сміт (озвучений Олександром Армстронгом) вибухнути через 60 секунд, але її син Люк Сміт (грає Томмі Найт) зупиняє його, нагадуючи, що той запрограмований захищати планету. Тібо об'єднується з рештою джудунів, знаходить Андровакса і повертає його назад до Прокламації Тіней. Попри відсутність юрисдикції джудунської поліції на Землі, Тібо наполегливо виконує обмеження рівня гучності автомобільного радіо та одного разу навіть наводить свою зброю на водія автомобіля, музика якого була занадто гучною. Крім того, він та його колеги підсумовують вирок Клайду Лангеру (грає Даніель Ентоні) та Рані Чандрі (Енджлі Мохіндра) як обмеження на Землю як покарання за їхнє втручання.
Джудуни зображені як частина альянсу ворогів Одинадцятого Доктора (грає Метт Сміт) в епізоді п'ятого сезону «Пандорика відкривається» (2010), що ув'язнили його в Пандориці під Стоунхенджем, вважаючи, що він призведе до знищення Всесвіту. В епізоді «Хороша людина йде на війну» (2011) шостого сезону Доктор скликає невелику групу джудунів, щоб приєднатися до своєї армії у Битві на Притулку демонів. Поряд з сонтаранцем Страксом (грає Ден Старкі), великим батальйоном силурійських воїнів, і космічними піратами Генрі Евері, вони допомагають затримати полковника Ментона та його духовні сили.
Одиничні появи джудунів спостерігаються у ряді інших епізодів: один з них оглядає слівіна у барі Заґізалґул у спецвипуску Кінець часу (2010); вони з'являються, коли Колонія Сарфф відвідує Прокламацію Тней в «Учневі чародія» (2015); джудун був жителем вулиці-пастки в «Зустрінь ворона» (2015).
В епізоді «Втікач джудунів» (2020) дванадцятого сезону Тринадцятий Доктор (грає Джоді Віттакер) зіткнулася у Глостері з джудунами, що незаконно шукають втікача, на затримання якого вони уклали контракт. Вони відслідковують втікача до будинку подружжя Рут (грає Джо Мартін) та Лі Клейтонів (Ніл Стюк), проте Доктор прагне захистити їх та втікає до Глостерського собору, разом з Рут. Натомість Лі погоджується здатися джудунам. Опісля Ґат, родом з Галліфрея — та, хто найняла джудунів, вбиває Лі. Наймана поліція відстежує Доктора і Рут, де Рут відбивається і відправляє джудунів назад на їхній корабель. Пізніше Рут виявляється раніше невідомим втіленням Доктора. Джудуни з допомогою Ґат знаходять TARDIS з обома Докторами всередині і використовують притягувальний промінь, щоб перемістити машину часу на борт свого корабля. Після того, як Ґат випадково помирає від своєї ж зброї, Рут і Тринадцятий Доктор покидають корабель, а джудуни наголошують, що ще виконають свій контракт.
Наприкінці заключного епізоду дванадцятого сезону «Позачасові діти» (2020) загін джудунів затримує Тринадцятого Доктора та переміщує її до в'язниці максимальної безпеки на довічне ув'язнення.

## Появи

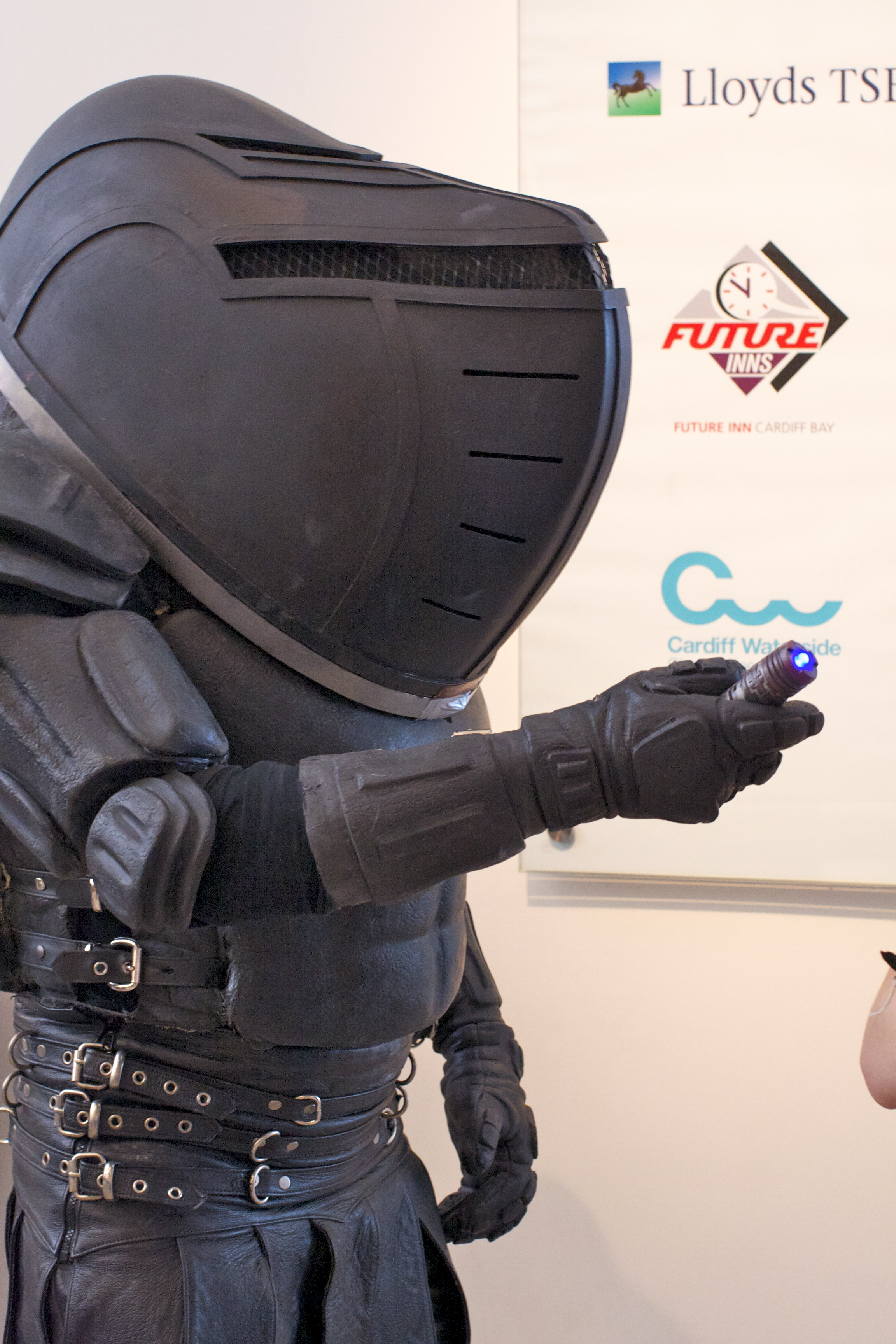
Джудун у броні та шоломі, показаний на Doctor Who Convention у 2012 році.

### Доктор Хто
- «Сміт і Джонс» (2007)
- «Втікач джудунів» (2020)

#### Камео
- «Вкрадена Земля» (2008)
- Кінець часу (2010)
- «Пандорика відкривається» (2010)
- «Хороша людина іде на війну» (2011)
- «Учень чародія» (2015)
- «Зустрінь ворона» (2015)
- «Позачасові діти» (2020)

### Пригоди Сари Джейн
- В'язень джудунів (2009)

### Аудіоп'єси
- «Джудуни в ланцюгах» (2016)
- «Одна миля вниз» (2019)

### Романи
- «Помста джудунів» (Терренс Дікс, 2008)
- «Вирок джудунів» (Колін Брейк, 2009)
- «Пришестя террафілів» (Майкл Муркок, 2010)

### Комікси
- Doctor Who — випуски 3–6 (сюжетна арка «Втікач»)
- Doctor Who: The Forgotten — випуск 3 («Частина 3: Неправильне спрямування») (за участю П'ятого Доктора, Теґан Джованка та Віслора Турлоу)
- Doctor Who: The Prisoners of Time — випуск 4 (за участю Четвертого Доктора, К9 і Ліли)
- Doctor Who: The 12th Doctor — випуски 3.9–3.12 («Плутанина янголів») (за участю Дванадцятого Доктора, Білл Потс, Нардола, плакучих янголів і війська небесного)